# Cal·ligrafia cúfica

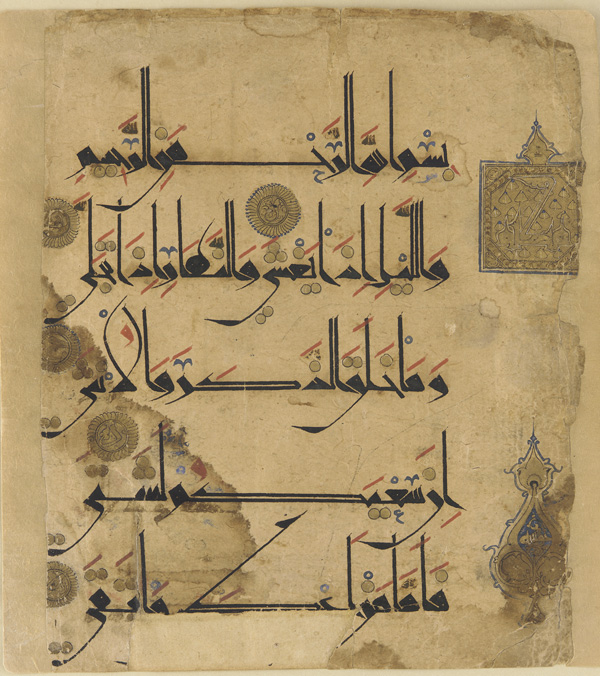
Manuscrit del de l'Alcorà escrit en cal·ligrafia cúfica.

L'escriptura o cal·ligrafia cúfica (àrab: الخط الكوفي, al-ẖaṭṭ al-kūfī) és un estil de cal·ligrafia àrab, considerat el tipus d'escriptura més antic en aquest idioma i consistent en una forma modificada de l'antiga escriptura dels Nabateus. El seu nom prové de la ciutat de Kufa (Iraq, per bé que aquesta cal·ligrafia ja es coneixia a Mesopotàmia almenys 100 anys abans de la fundació d'aquesta ciutat. En l'època del naixement de l'islam, aquesta escriptura ja s'emprava en diversos indrets de la Península Aràbiga. Les primeres còpies de l'Alcorà s'elaboraren emprant aquesta cal·ligrafia.
La cal·ligrafia cúfica consta de línies rectes i angulars, sovint allargades horitzontalment i vertical, i fou la principal tipologia d'escriptura emprada en manuscrits entre els segles VIII i X. Habitualment s'observen mostres d'aquesta cal·ligrafia a les monedes i monuments seljúcides, així com en monedes de l'Imperi Otomà primerenc. El seu caràcter decoratiu va portar que fos emprada com un element decoratiu en diversos edificis públics i domèstics, emprant una tècnica anomenada bannaí. Fins i tot l'actual bandera de l'Iraq empra l'escriptura cúfica per escriure el takbir: ألله أكبر, Allāhu akbar.
Tot i que encara és emprada en diversos països islàmics, ha patit diverses modificacions i alteracions, i es troben marcades diferències regionals entre l'escriptura utilitzada en els països del nord d'Àfrica i la de la península Aràbiga.